# Sociedade de Abastecimento de Água e Saneamento
A Sociedade de Abastecimento de Água e Saneamento S/A (SANASA) é a empresa responsável pelo abastecimento de água (captação, adução, tratamento, reservação e distribuição de água potável), coleta, afastamento e tratamento dos esgotos domésticos no município de Campinas. A empresa atende 99% da população urbana, com 299 019 ligações, através de 3 839,21 km de tubulações. Índice de atendimento com redes de esgoto em 88%, com 259 730 ligações em uma extensão de rede coletora de 3 506,11km.

## Composição societária e origem

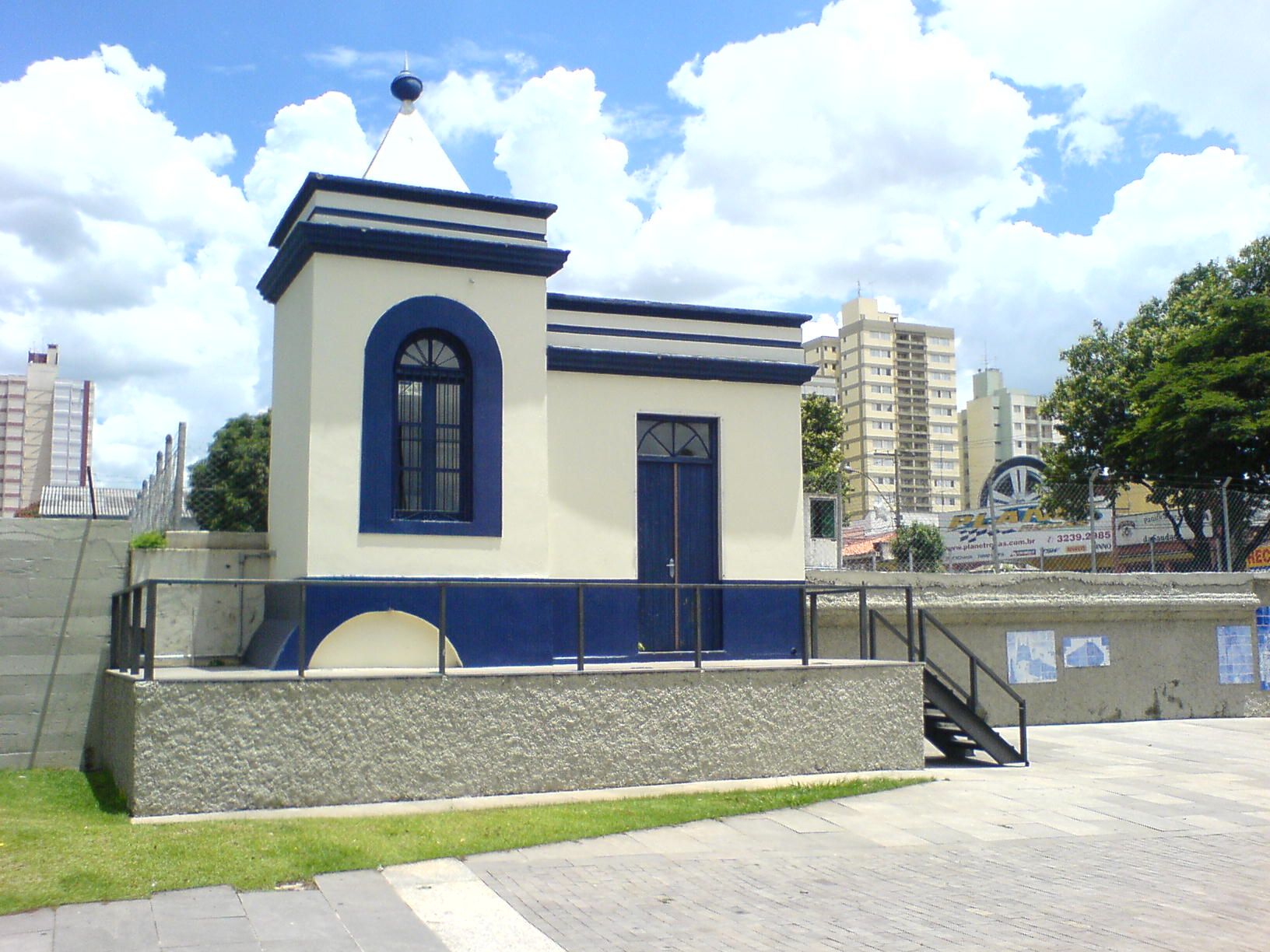
Antiga casinha da SANASA

Trata-se de uma empresa de economia mista, cujo acionista majoritário é a Prefeitura Municipal de Campinas (99,99%). Foi fundada em 1974, tendo como antecessoras a Companhia Campineira de Águas e Esgotos (1881-1923), a Repartição de Águas e Esgotos (1923-1952) e o Departamento de Água e Esgotos (1952-1974).

## Captação e distribuição de água
A maior parte da água (95%) captada pela SANASA para o abastecimento de Campinas é oriunda do Rio Atibaia, que passa no distrito de Sousas, região leste de município. Os 5% restantes são captados no Rio Capivari, na região sul da cidade. A empresa conseguiu diminuir os vazamentos e a consequente perda de água de 37% para 23%.
Há 5 ETAs (Estações de Tratamento de Água), que juntas tratam até 4 530l/s:
- ETA 1: Swift
- ETA 2: Swift
- ETA 3: Sousas
- ETA 4: Sousas
- ETA 5: Capivari

## Tratamento de esgotos

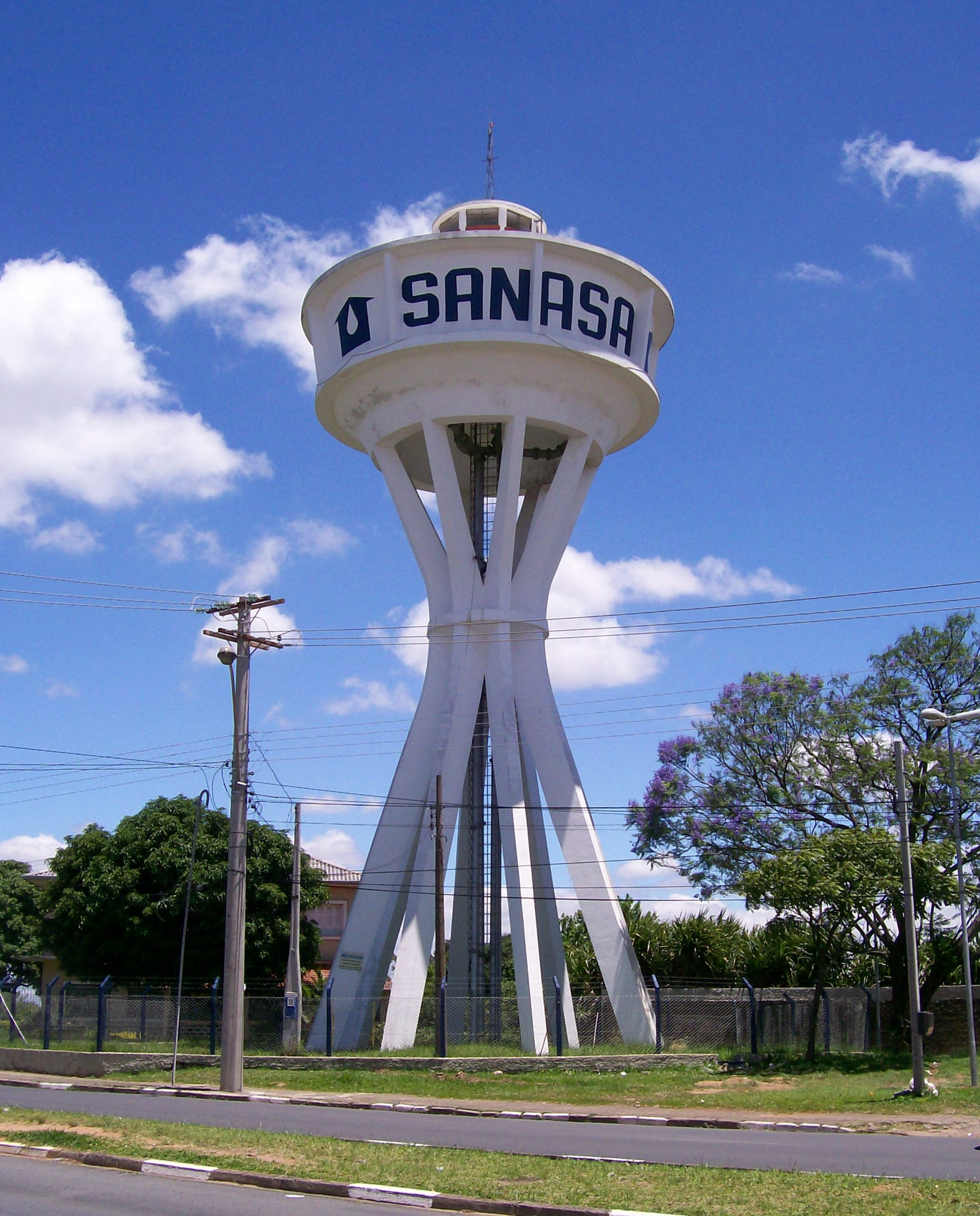
Caixa d'água da SANASA no alto do Jardim São Gabriel

O grande objetivo da SANASA nos últimos anos tem sido aumentar a porcentagem do tratamento dos esgotos produzidos em Campinas, atualmente em 80%, com a conclusão da Estação de Tratamento Boa Vista, até 2015.
A empresa dividiu a cidade em três regiões, que receberam o nome dos três principais cursos d'água que recebem os esgotos da cidade - Rio Atibaia, Rio Capivari e Ribeirão Quilombo. Estão em operação atualmente as Estações de Tratamento de Esgoto:
Na Bacia do Atibaia:
- Alphaville
- Arboreto dos Jequitibás
- Anhumas
- Samambaia
- Terras do Barão (será desativada com a ETE Barão Geraldo)

Na Bacia do Quilombo
- CIATEC (será desativada com a ETE Boa Vista)
- Vó Pureza
- Vila Régio (será desativada com a ETE Boa Vista)

Na Bacia do Capivari
- CDHU-II (será desativada com a ETE Capivari II)
- Icaraí
- Piçarrão
- Santa Rosa

## ETE Capivari II
A ETE Capivari II (EPAR - Estação Produtora de Água de Reuso), inaugurada em 2012, representa um marco inédito no tratamento de esgoto municipal no Brasil e América Latina: É a primeira estação de larga escala a fazer uso da tecnologia de membranas para filtração do esgoto tratado. Esta tecnologia, intitulada de MBR ("Membrane Bioreactor" - Biorreator a Membranas) constitui o estado da arte em tratamento de esgoto, pois permite a produção de água com qualidade muito alta e que pode ser reutilizada para fins não potáveis.
Campinas localiza-se em uma região com alto índice de industrialização e, consequentemente, demanda elevada de água para uso industrial. Em contrapartida, a região é vítima de um estresse hídrico acentuado, visto que os principais rios da região (Piracicaba, Jundiaí, Capivari e Atibaia) oferecem capacidade limitada de abastecimento e apresentam índice significativo de poluição em suas águas. Deste modo, a EPAR constitui uma alternativa altamente viável e sustentável para o abastecimento de água de reúso na região.
A EPAR Capivari II teve suas obras iniciadas em 2010 e foi construída por um consórcio firmado entre a Odebrecht (atual Novonor) e a GE - General Electric - Water & Process Technologies. A Odebrecht foi responsável pela construção civil, elétrica e mecânica da EPAR (inclusive dos coletores de esgoto e elevatórias) e a GE foi a fornecedora do sistema de membranas, engenharia e tecnologia associada.